# Statistics Surveys
Statistics Survey ist eine elektronische Open-Access-Fachzeitschrift, die von der American Statistical Association, der Bernoulli Society, dem Institute of Mathematical Statistics sowie der Statistical Society of Canada herausgegeben wird. In ihm werden Artikel über Statistik veröffentlicht.

## Herausgeber
- 2023–aktuell Wendy L. Martinez
- 2020–2022 Marloes Maathuis
- 2017–2019 David Banks
- 2013–2016 Donald Richards
- 2010–2012 Lutz Dümbgen
- 2007–2009 Jon Wellner

## Weblink
- Internetseite der Fachzeitschrift